# Bit
Bit (viết tắt của "Binary digit", nghĩa đen: Số nhị phân) là đơn vị thông tin của máy tính. Một bit chỉ có thể nhận và hiểu được một trong 2 giá trị, có thể là: đúng hoặc sai, bật hoặc tắt, có hoặc không. Nhưng thông thường, nó được coi là 0 hoặc 1. Máy tính sử dụng dãy bit để biểu diễn số, văn bản, hình ảnh, âm thanh, bit cũng là đơn vị nhỏ nhất trong lưu trữ thông tin.